# There's a kind of hush
There's a kind of hush is een variétéachtig lied geschreven door Les Reed en Geoff Stephens. Zij schreven het voor hun eigen muziekgroep The New Vaudeville Band, die het in 1966 uitbracht. De jaren daarna volgden regelmatig covers van dit lied. Artiesten die het opnamen waren onder andere:
- (jaren 60): Paul Mauriat, Percy Faith en Ray Conniff, Herman's Hermits, Trini Lopez
- (jaren 70): The Carpenters, Perry Como
- (jaren 90): Richard Clayderman
- (21e eeuw): Bart Kaëll & Vanessa Chinitor onder leiding van John Terra, Barry Manilow

Dana nam het in 1976 op, Geoff Stephens was daarbij producer.
Het lied kreeg enkele vertalingen:
- Fins: Hetki Tää door Taiska
- Fins: Hiljenee door Finntrio (1967) met B-kant Mansikkamaa, een cover van Strawberry Fields Forever[3]
- Frans: Qu’est-ce que tu deviens (door Claude François) en
- Zweeds: Det är lugnt och tyst door Towa Carson en ook Anne-Lie Rydé
- Nederlands: 'k Voel me goed vandaag[4] in een vertaling van Dirk Dauw en Jeroen Le Compte werd uitgevoerd door Dana Winner op haar album Regen van geluk.

## New Vaudeville Band
De New Vaudeville Band nam het op voor hun studioalbum Winchester cathedral, waarop hun grootste hit Winchester cathedral. In Frankrijk bracht het het tot de B-kant van de ep Finchley Central.

## Gary and the Hornets
Gary and the Hornets bestond ten tijde uit de opnamen uit de twaalfjarige Gary, de veertienjarige Greg en de zevenjarige drummer Steve Calvert. De muziekgroep uit Ohio bracht een vijftal singles uit. Kind of hush zou enige plaatselijk succes boeken, maar kon niet voorkomen dat het jaar daarop het doek voor het groep viel. Aan de opname van een elpee kwamen de broertjes niet toe.
De B-kant That’s all for now sugar baby was eveneens afkomstig van de New Vaudeville Band en ook van het album Winchester cathedral. Peter Eden, de schrijver, werd later de ontdekker van Donovan.

## Herman’s Hermits
De versie van Herman's Hermits bracht het eerste grote succes van het lied. Het haalde de hitparades aan beide kanten van de Atlantische Oceaan. In de Verenigde Staten en Canada was het een top-10 hit. In de Amerikaanse Billboard Hot 100 stond het twaalf weken genoteerd met als hoogste plaats de vierde. Het was daarmee wel de laatste top 10-hit voor Herman's Hits in de VS. In het Verenigd Koninkrijk haalde het plaats 7 in elf weken UK Singles Chart.
De B-kant Gaslite Street was geschreven door groepsleden Derek Leckenby en Keith Hopwood.

### HitnoteringNederlandse Top 40
| Positie: | 38 | 32 | 28 | 19 | 16 | 15 | 19 | 22 | 36 | 36 | uit |

### Parool Top 20
| Positie: | 14 | 14 | 17 | 19 | 18 | uit |

### NPO Radio 2 Top 2000
| Nummer met noteringen in de NPO Radio 2 Top 2000 | '99  | '00  |
| ------------------------------------------------ | ---- | ---- |
| There's a kind of hush                           | 1785 | 1950 |

1. ↑  Een vetgedrukt getal geeft de hoogste notering aan.
2. ↑  Deze tabel is bijgewerkt tot en met de laatste editie (2024).

## The Carpenters
De heren Stephens en Reed konden in 1976 weer enige inkomsten bijschrijven toen The Carpenters het opnamen en ook uitbrachten als easy listeningsingle. Ook deze versie werd een hit in diverse landen, maar niet in Nederland. De Amerikaanse Billboard Hot 100 zag het de twaalfde plaats halen in dertien weken; de UK Singles Chart gaf een 22-ste plaats in zes weken te zien. Richard Carpenter gaf later toe niet geheel tevreden te zijn met de opnamen van dit lied. Hij vond het origineel al bijna perfect, hij vond de synthesizer niet goed klinken en hij was van plan het nummer op te nemen in een medley, die echter op een ander album terechtkwam.